# Radcliff
Radcliff è una città nella contea di Hardin, Stato del Kentucky, Stati Uniti d'America.